# Beatriz Aurora
Beatriz Aurora Castedo Mira (Santiago de Chile, 1956) de nombre artístico Beatriz Aurora es una artista visual y dibujante considerada autodidacta, nacionalizada como mexicana. Desde 1985 se dedica de manera profesional a la ilustración, donde desarrolla un trabajo conocido como "historias pintadas" o "paraísos reales" que une la propuesta política del Ejército Zapatista de Liberación Nacional, sus relatos y oralidades, con dibujos y colores que representan este nuevo imaginario social.

## Biografía
Hija de la pianista de origen Catalán, Pilar Mira y del historiador madrileño, Leopoldo Castedo, ambos exiliados en Chile por la Guerra civil española. Estudió en Chile en la Escuela Experimental de Educación Artística y durante los años 70 participó de manera activa en el movimiento popular y estudiantil del MIR (Movimiento Izquierda Revolucionaria) hasta llegada la dictadura en 1973. En aquella época vivió un secuestro por parte del Servicio de inteligencia de la Fuerza Aérea de Chile. Esta experiencia marcó su vida para los años siguientes, debiendo huir del país hacia España y Cuba, siendo su destino final México, desde 1979. En su propio relato, la artista señala que:
Estuve 10 días desaparecida y salí con vida gracias a la solidaridad internacional y a mi doble nacionalidad chileno-española.
Desde 1995, luego del alzamiento del movimiento zapatista de 1994, la artista decidió radicarse en San Cristóbal de las Casas.

## Obra
El trabajo de Beatriz Aurora tiene un fuerte cariz figurativo, de simpleza en las formas pero con un alto contenido simbólico que está asociado a los ideales del zapatismo y a nuevas formas para la relación social con la naturaleza. Esta última siempre toma mayor protagonismo y se vuelve un personaje comunicativo, envolvente, insistente y colorido. La autora, en este sentido, reconoce la continuidad y pertenencia que los hombres y mujeres tienen hacia la naturaleza animal, vegetal y mineral: 
Uno se para frente a un cuadro y a lo mejor ve un todo que podría estar relatado en un libro, en una revista, todas están vinculadas a la defensa de la naturaleza y la humanidad pero no por separado, sino que los hombres somos parte de la naturaleza. Una naturaleza y un ser humano que están amenazados de ser destruidos totalmente por los intereses de las grandes empresas capitalistas, por el desarrollo del neoliberalismo que arrasa con todo. Lo único que le interesa es tener la ganancia.
Su vinculación y aporte al movimiento zapatista, proviene de su propio interés por contribuir a los movimientos revolucionarios, que -desde la comunidad, compañerismo y solidaridad- propusieran una nueva alternativa a los procesos políticos que afectaban a América Latina. Es, por lo tanto, creadora de diversas pinturas, afiches y postales que comparten el ideal de derrocar el capitalismo y denunciar las injusticias sociales que afectan a las comunidades indígenas. 
Creo que ya es hora de que dejemos de pedir y comencemos a hacer, no tenemos que pedirle permiso a nadie para hacer valer nuestros derechos y para mí ese es uno de los más grandes aportes del ejemplo zapatista para la humanidad: los zapatistas están construyendo otro mundo, no sólo sueñan con que un día éste llegará.

## Exposiciones
- 1986-1987: Tokio, Japón.
- 1988: Alicante, España.
- 1989: Santiago, Chile.
- 1997: París, Francia.
- 1998: Zaragoza, España.
- 2002: "Chiapas, Mexico, Californie : un monde fait de tous les mondes", Parc de la Villette,[5] París, Francia.
- 2007: Cataluña, España.
- 2008: Madrid, España.
- 2008: "Tierras en resistencia", Padua, Italia.[6]
- 2014: "Les 20 ans du zapatisme" en Maison des métallos, París.[7]
- 2016: "Festival CompArte por la Humanidad",[8] en el CIDECI, San Cristóbal de Las Casas, México.
- 2017: "Entre sueños y realidades. Una historia pintada con el corazón. Retrospectiva 1986-2017" en San Cristóbal de las Casas, México.

## Publicaciones
Ilustraciones en las publicaciones del Subcomandante Marcos "Don Durito de la Lacandona" (1999) y "El viejo Antonio" (2012).
Portada de la publicación "Adiós al capitalismo" (2015) de Jérome Baschet. 
Portada para la "Revista Ecología política, Cuadernos de Debate Internacional", dedicada a la Ecología política en América Latina (número 51, de junio de 2016) con su obra "Hay Estrellas, Sol y Agua para Todos".